# الغواصة الألمانية يو-1064
الغواصات الألمانية يو-1064 هي غواصةمن الفئة السابعةبنيت لألمانيا النازية وبحريتها كريغسمرين للخدمة خلال الحرب العالمية الثانية. تم وضعها في 23 سبتمبر 1943 من شركةفريدريش كروب في كيل في الساحة رقم 701، التي تم إطلاقها في 22 يونيو 1944 وتم تشغيلها في 29 يوليو 1944.

## سجل الخدمة
بدأت مسيرة الغواصة في الخدمة بتاريخ 29 يوليو 1944 مع أسطول التدريب الخامس، وبعدها خدمت في الأسطول الحادي عشر في 1 فبراير 1945. تم تسليم يو-1064 في 9 مايو 1945 في تروندهايم ، النرويج. بعد الحرب تم نقلها إلى البحرية السوفيتية باسم أس83 حيث خدمت حتى 12 مارس 1974.

## ملخص
| تاريخ          | سفينة                      | جنسية               | حمولة | مصير |
| -------------- | -------------------------- | ------------------- | ----- | ---- |
| 21 فبراير 1945 | <i id="mwYg">Dettifoss</i> | وصلة=\|حدود آيسلندا | 1564  | غرقت |